# 26 бакинских комиссаров (мемориальный комплекс)
Мемориальный комплекс «26 Бакинских комиссаров» — архитектурно-скульптурный комплекс с местом захоронения двадцати шести Бакинских комиссаров.

## Казнь и перезахоронение
Бакинский Совет народных комиссаров был создан в марте 1918 года. Он просуществовал всего несколько месяцев: деятелям Бакинской коммуны пришлось покинуть город в связи с наступлением турецко-азербайджанских войск. Меньшевистское правительство, к которому перешла власть, арестовало комиссаров, обвинив их в измене и вывозе военного имущества. Позднее большевикам разрешили покинуть город. Они успели на последний отходивший пароход «Туркмен». Из-за недостатка топлива пароход причалил не в Астрахани, а в Красноводске (современный Туркменбаши). Там они были арестованы местными властями (стачечным комитетом рабочих-социалистов). Им предъявили обвинения в сдаче Баку азербайджанцам и по этому обвинению комиссары были расстреляны (по другой версии — обезглавлены). После того как Красная армия в 1920 году заняла Баку, останки комиссаров были найдены в Красноводске и перезахоронены в сентябре того же года в сквере Баку.

## Список похороненных
|    | Имя                               | Должность |
| -- | --------------------------------- | --- |
| 1  | Авакян, Багдасар Айрапетович      | комендант города Баку |
| 2  | Азизбеков, Мешади Азим-бек-оглы   | бакинский губернский комиссар |
| 3  | Амирян, Татевос Минасович         | член партии «Дашнакцутюн», командир кавалерийского отряда                                                                              |
| 4  | Амирян, Арсен Минасович           | редактор газеты «Бакинский рабочий» |
| 5  | Басин, Меер Велькович             | член Военно-революционного комитета Кавказской армии                                                                                   |
| 6  | Берг, Эйжен Августович            | матрос, начальник связи советских войск в Баку                                                                                         |
| 7  | Богданов, Анатолий Абрамович      | служащий |
| 8  | Богданов, Соломон Абрамович       | член Военно-революционного комитета |
| 9  | Борьян, Арменак Артёмович         | журналист |
| 10 | Везиров, Мир-Гасан Кязим оглы     | народный комиссар земледелия |
| 11 | Габышев, Иван Яковлевич           | комиссар бригады |
| 12 | Джапаридзе, Прокофий Апрасионович | председатель Бакинского Совета рабочих, крестьянских, солдатских и матросских депутатов                                                |
| 13 | Зевин, Яков Давидович             | народный комиссар труда |
| 14 | Коганов, Марк Романович           | член Военно-революционного комитета |
| 15 | Корганов, Григорий Николаевич     | народный комиссар по военно-морским делам                                                                                              |
| 16 | Костандян, Арам Мартиросович      | заместитель народного комиссара продовольствия                                                                                         |
| 17 | Малыгин, Иван Васильевич          | заместитель председателя Военно-революционного комитета Кавказской армии, член коллегии Народного комиссариата по военно-морским делам |
| 18 | Метакса, Ираклий Панаитович       | личный охранник Шаумяна |
| 19 | Мишне, Исай Абрамович             | делопроизводитель Военно-революционного комитета                                                                                       |
| 20 | Николайшвили, Иван Михайлович     | личный охранник Джапаридзе |
| 21 | Осепян, Сурен Григорьевич         | редактор газеты «Известия Бакинского Совета»                                                                                           |
| 22 | Петров, Григорий Константинович   | военный комиссар Бакинского района, командир красногвардейского отряда                                                                 |
| 23 | Полухин, Владимир Фёдорович       | член коллегии комиссариата по военно-морским делам РСФСР                                                                               |
| 24 | Солнцев, Фёдор Фёдорович          | военный работник, комиссар военно-инструкторской школы                                                                                 |
| 25 | Фиолетов, Иван Тимофеевич         | председатель Совета народного хозяйства                                                                                                |
| 26 | Шаумян, Степан Георгиевич         | чрезвычайный комиссар Кавказа, председатель Бакинского Совета народных комиссаров                                                      |

## История и архитектура

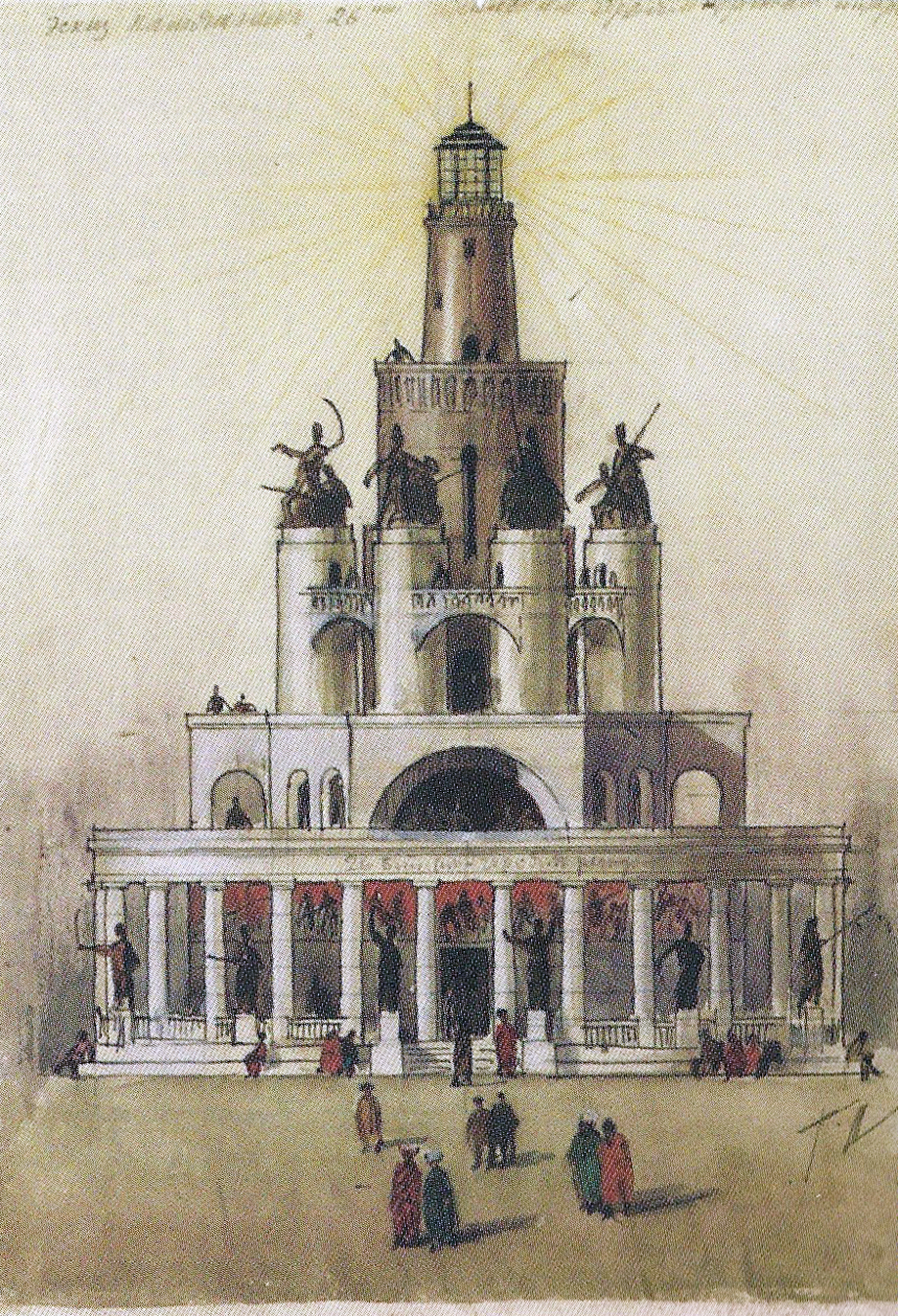
Ф. Шехтель. Проект памятника 26 бакинским комиссарам. 1923

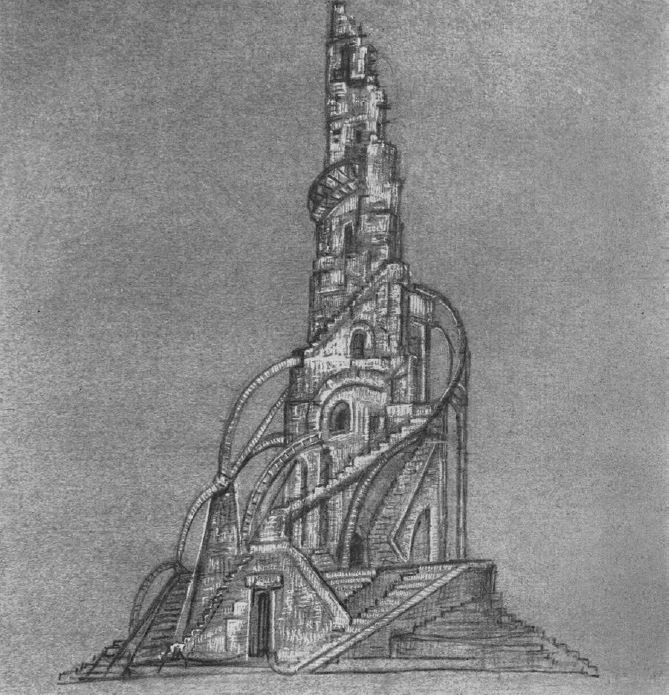
Г. Якулов. Эскиз памятника 26 бакинским комиссарам. 1923

В сентябре 1922 года Бакинский Совет депутатов объявил конкурс на памятник 26 бакинским комиссарам под председательством С. М. Кирова. На конкурс поступило около 30 проектов, но ни один из них не получил одобрения, и в марте 1923 года жюри конкурса обратилось с заказом проекта к художнику Г. Б. Якулову. Взявшись за подготовку, Якулов привлёк к разработке проекта архитектора Ф. О. Шехтеля и художника Б. Л. Лопатинского, однако летом 1923 года в творческой группе Якулова возникли принципиальные разногласия: Шехтель и Лопатинский решили выступить со своими проектами, а Якулов заручился поддержкой архитектора В. А. Щуко. По результатам рассмотрения трёх представленных в сентябре проектов исполком Бакинского Совета 2 октября 1923 года утвердил эскизный проект Якулова-Щуко. В августе 1924 года Якулов привёз в Баку готовый проект и макет-модель монумента в 1/50 натуральной величины и 24 августа проект был утверждён. 
По проекту Якулова-Щуко монумент высотой около 56 метров имел шесть этажей и заканчивался открытой обзорной галереей. На первом этаже размещалась библиотека с книгохранилищем и архивом, на втором — колонный зал с хорами, на 3—6 этажах — памятные комнаты вождей революции. Снаружи спиралеобразный пандус «Дорога 26-ти» оформлялся скульптурами 26 бакинских комиссаров. Мемориал на площади Свободы, задуманный не просто как памятник людям, а как памятник, событиям, воплотившим идеи миллионов, — «мог превращаться в центр народных форумов, массовых театральных действ, концертов, празднеств по случаю торжественных дат».

 «Имея четыре разных фасада, памятник 26‐ти даёт возможность поставить его на любое место, причём площадь квадратной формы — как, например, Солдатская площадь — требует установки его на середине; площадь продолговатая — например, площадь Свободы — требует установки памятника на одной трети своего длинного диаметра (приблизительно в том месте, где находится фонтан); и наконец, береговая площадь (Петровская) требует установки его на самом берегу главным фасадом к городу. По первоначальному заданию памятник 26‐ти предполагалось соорудить на площади Свободы. Главным своим фасадом с его величественным пандусом или «Дорогой 26‐ти» памятник располагается в сторону всей площади, будучи, таким образом, смещённым в один конец площади, ближе к Будаговской ул. В сторону этой улицы располагается один из фасадов памятника, в котором имеется вход в публичную библиотеку и читальный зал. Боковыми своими фасадами памятник обращён к Биржевой и Молоканской улицам. Установлен памятник на массивном основании с подъёмом на 7 ступеней. Вокруг него предполагается каменная панель. Общая кубатура памятника 2.300 куб. саж., высота его 26,30 саж. Его фронтальная сторона равна 30 саж., поперечник равен 22 саж.»— Георгий Якулов. Монумент 26‐ти // Бакинский рабочий, 25 августа 1924 г.
Сергей Есенин под впечатлением проекта памятника создал свою «Балладу о двадцати шести», с посвящением: «С любовью — прекрасному художнику Г. Якулову», и в первый раз прочёл балладу в годовщину гибели комиссаров 20 сентября 1924 года на площади Свободы в Баку. Макет памятника экспонировался на Всемирной выставке в Париже в 1925 году и был удостоен почётного диплома (вне конкурса). Однако проект Якулова-Щуко реализован не был.
В 1925 году на площади Свободы был возведён «Памятник на могиле 26 комиссаров в Баку», работы скульптора Е. Трипольской и архитектора И. Палевича. По углам воображаемого квадрата, обрамляющего круглое место захоронения, стояли 4 бюста: Степан Шаумян, Мешади Азизбеков, Ваня Фиолетов и Алёша Джапаридзе. По периметру сада находились кубы из камня, соединённые якорной цепью. Вход на площадь образовывали две каменные колонны, имеющие покатость в сторону кубов ограждения.
В 1958 году, к сорокалетию гибели, в центре Баку в парке имени 26 бакинских комиссаров был открыт горельеф «Расстрел 26 бакинских комиссаров», работы Сергея Меркулова (разрушен в начале 1990-х годов, во время обострения армяно-азербайджанского конфликта). Позже в центре парка был сооружён фонтан со скульптурой работы Степана Эрьзи — «Рабочий на шаре» — памятник рабочему, разрывающему цепи, опутывающие земной шар (в 2009 году был перенесён на проспект Нобеля в Чёрном городе, в мае 2013 года демонтирован в ходе строительства офиса Госнефтекомпании по проекту «Белый город» и перенесён на пересечение улиц М. Алиева и Р. Рустамова (недалеко от станции метро «Нефтчиляр»)).

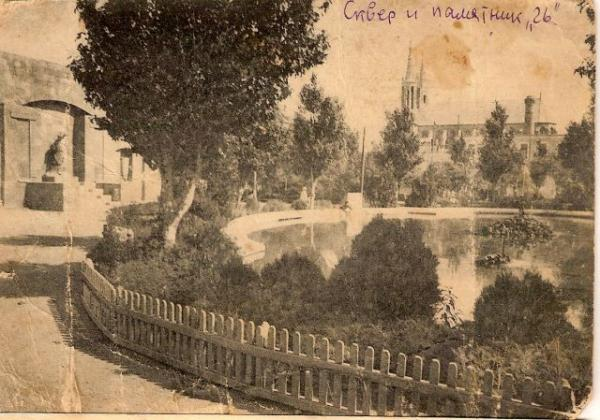
Сквер и памятник в 1920-е годы
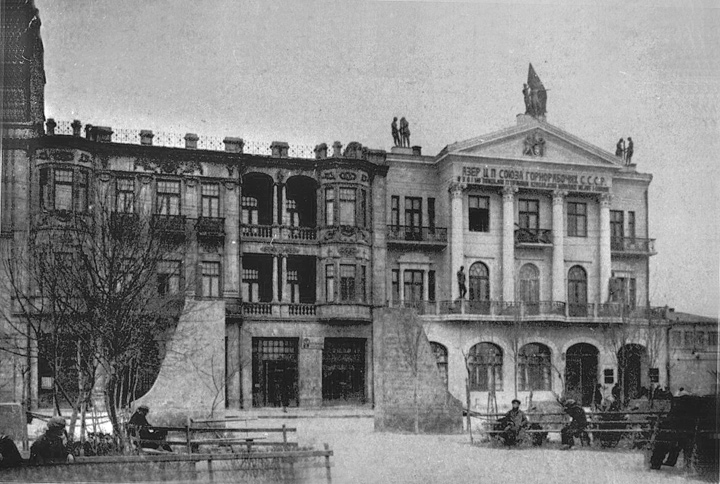
Здание Союза Горнорабочих на площади, 1930-е годы
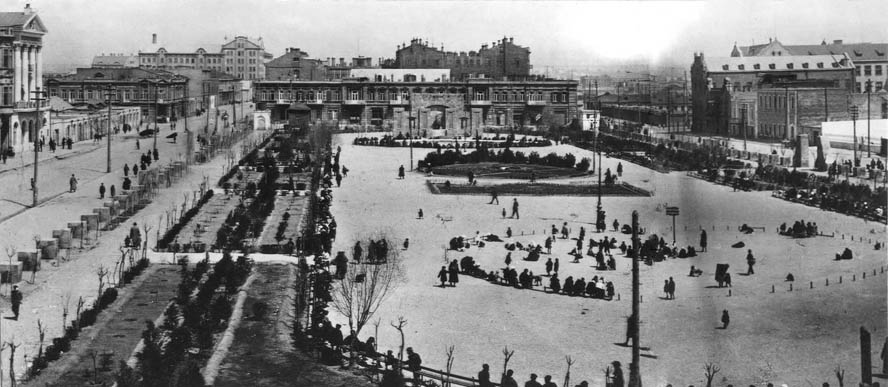
Площадь в 1930-е годы
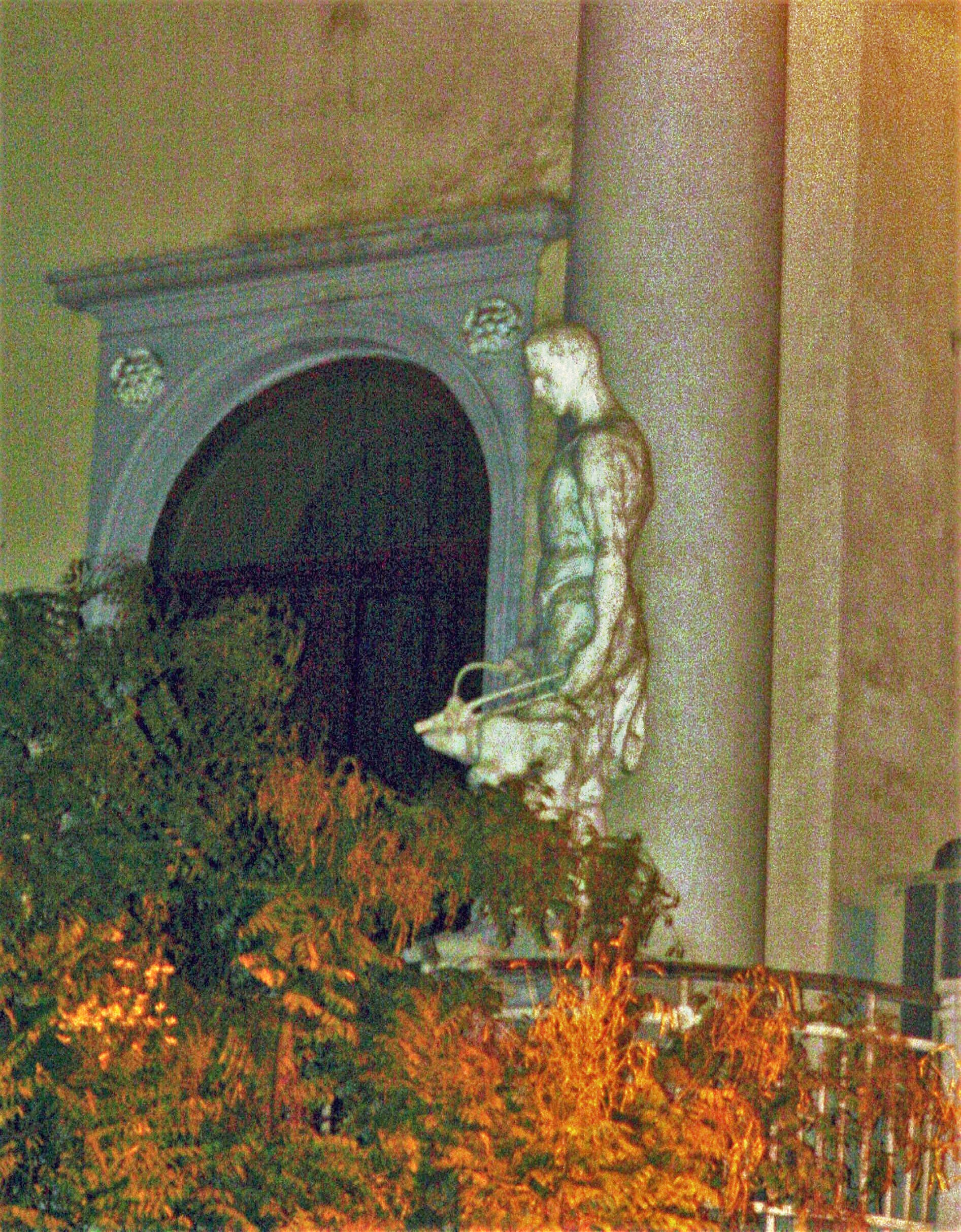
Скульптура на фасаде «Дома союза горняков» на площади
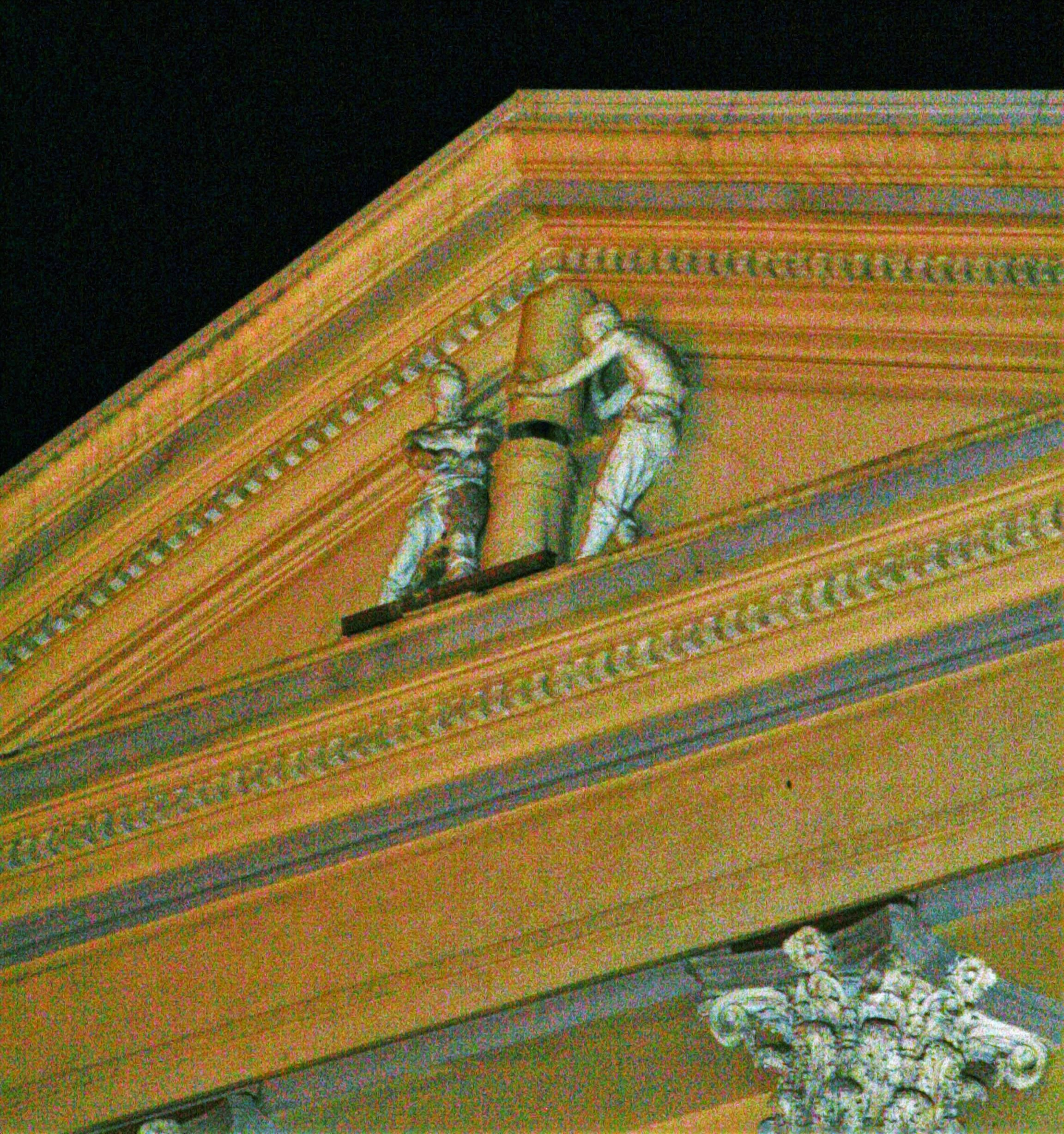
Скульптуры на фасаде «Дома союза горняков» на площади, скульптор Степан Эрьзя
Мемориал незадолго до демонтажа в 2009 году

В 1968 году, к пятидесятилетию гибели, неподалеку от памятника Меркулова был построен мемориальный комплекс из мрамора, железобетона и гранита по проекту скульпторов И. И. Зейналова и Н. Мамедова, архитекторов Г. А. Алескерова и А. Н. Гусейнова. «Площадь Свободы» была переименована в «Площадь им. 26 Бакинских комиссаров», были демонтированы бюсты комиссаров и «Рабочий на шаре», взамен был сооружён железобетонный кольцеобразный пантеон с надписью на фасаде «26 БАКЫ КОМИССАРЫ». В центре композиции находился бюст нефтяника, склонившегося над горящим вечным огнём, под которым были перезахоронены останки комиссаров. За пантеоном находился небольшой искусственный пруд, а дальше стела с барельефами четырёх коммунаров.

## Упадок и демонтаж
В 1988-х году, с разрастанием армянофобии и конфликта вокруг Нагорного Карабаха вандалы частично разрушили мемориал. В начале 1990-х годов вечный огонь в мемориале был потушен, памятник пришёл в запустение и был частично демонтирован.
13 июня 2008 года президент Азербайджана Ильхам Алиев ознакомился со строительно-реконструкционными работами в парке «Сахил». Как пояснил глава исполнительной власти Сабаильского района Баку Сахиб Алекперов, сквер будет реконструирован. В его центральной части, возможно, построят подземную стоянку. По словам Алекперова, Ильхам Алиев лично просмотрел проект реконструкции и взял под контроль проводимые работы. Алекперов опроверг информацию о том, что на месте сквера будут сооружены высотные здания. Подземная парковка в итоге оказалась предлогом для сноса и так и не была построена.
12 января 2009 года начался демонтаж памятника. 22 января он был полностью демонтирован техникой, принадлежащей исполнительной власти Баку.
При раскопках захоронения, обнаружены были останки только 23 человек из 26. В частности, среди 23 бирок, которыми были помечены останки, отсутствовала бирка с именем председателя Бакинского СНК Степана Шаумяна. Найденные тела были помечены бирками и отправлены на экспертизу. Внучка председателя Бакинской коммуны Степана Шаумяна — руководитель центра индийских исследований Института востоковедения РАН Татьяна Шаумян опровергла слухи о том, что в могиле были похоронены не все члены коммуны. По её словам, о том, что в бакинском сквере в 1920 году были погребены 26 останков, свидетельствует кинохроника а также, присутствующие на похоронах, родственники погибших комиссаров . Татьяна Шаумян предположила, что если останков трёх человек действительно нет в могиле, то «с ними могло что-то произойти уже после 1920 года». По её словам, в 1930-е годы руководство ЦК Компартии Азербайджана требовало репрессировать родственников Шаумяна, пытаясь представить их «врагами азербайджанского народа». Татьяна Шаумян также отметила, что с останками «могло что-то произойти и в 1980-е годы», когда обострился армяно-азербайджанский конфликт.
Согласно судебно-медицинским исследованиям, проведённым 24—26 января при участии учёных Национальной Академии наук Азербайджана, специалистов Объединения судебно-медицинской экспертизы и патологической анатомии Министерства здравоохранения Азербайджана, возраст 11 лиц, которым принадлежат скелеты, находится в интервале 20-29, возраст 10 — в интервале 30-39, а возраст 2 — старше 40 лет. Обнаруженные на скелетах многочисленные повреждения указывают на то, что эти лица были убиты огнестрельным оружием двух типов.
26 января 2009 года останки комиссаров были перезахоронены на Говсанском кладбище на окраине Баку, при участии мусульманских, христианских и иудейских религиозных деятелей и с отправлением соответствующих религиозных обрядов.

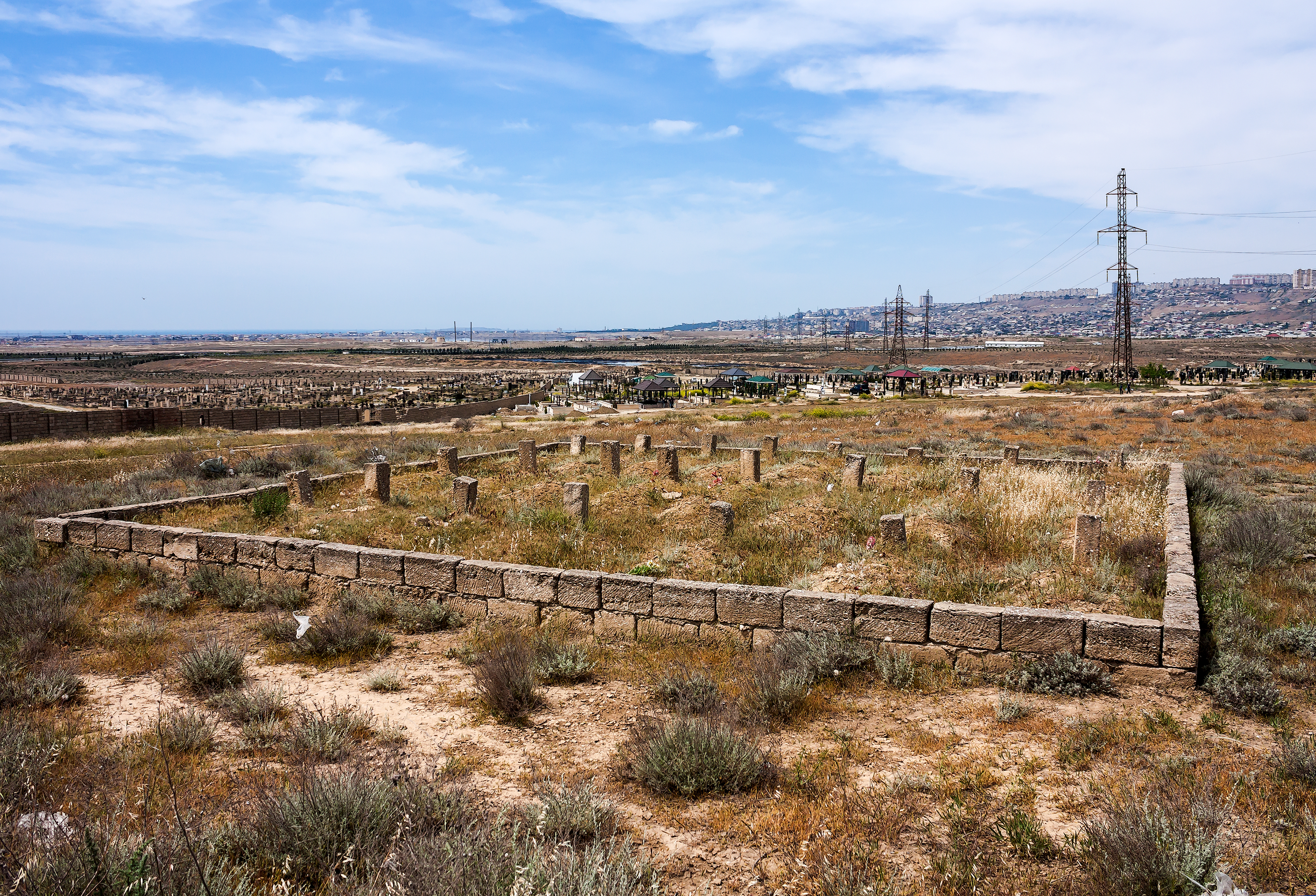
Могила 26 Бакинских комиссаров. Говсанское кладбище 09 мая 2017г.

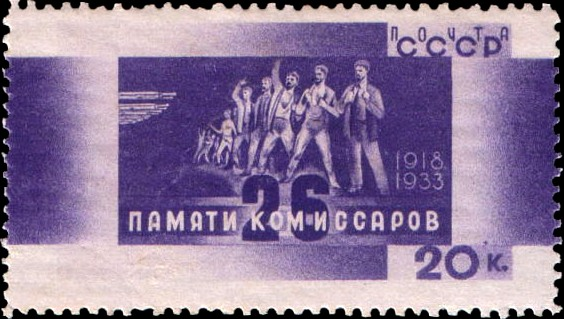
Почтовая марка СССР, 1933 год

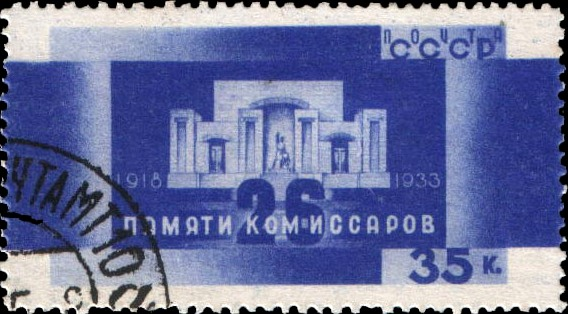
Почтовая марка СССР, 1933 год

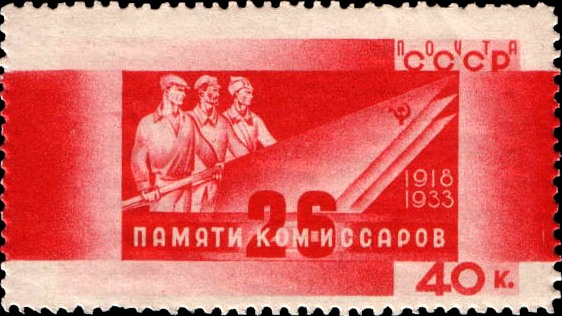
Почтовая марка СССР, 1933 год

Фахреддин Мираламов, являющийся автором проекта по переносу комплекса, сказал, что на его месте будет разбит сад. Также он заявил, что мемориал «не соответствовал архитектурному ансамблю прилегающих к нему строений». В свою очередь, профессор Государственного университета архитектуры и строительства Нариман Алиев, заявил, что бакинские комиссары были «врагами азербайджанского народа» и снос памятника является выполнением «социального заказа».
12 мая 2009 года после капитальной реконструкции открылся парк «Сахил» — «Набережная». Вместо демонтированного мемориала сооружён фонтан в виде трёхъярусной чаши. В ходе работ были установлены скамейки, посажены газоны. Новых скульптур, памятников, а также каких-либо других объектов в сквере нет. В конце апреля в Баку были демонтированы памятники двум из 26 Бакинских комиссаров — Мешади Азизбекову и Прокофию Джапаридзе.

### Реакция
Заявление Прогрессивно-социалистической партии Азербайджана:
Мемориал 26 Бакинским комиссарам был не рядовым местом. В течение десятилетий поколения бакинских молодоженов приезжали к парку со своими свадебными кортежами и возлагали цветы к монументу и к Вечному огню, находившемуся там же. Ведь и мемориал, и Вечный огонь были не столько символом официальной в то время коммунистической идеологии, сколько, в сущности, символом интернационального Баку, где нормально, дружно, по-человечески жили рядом представители очень многих национальностей. Трагически погибшие, павшие жертвой низкого заговора и хладнокровного массового политического убийства совсем ещё молодые люди, входившие в состав Бакинской Коммуны, были самых разных национальностей. Они были в национальном плане слепком, отражением тогдашнего Баку. Они не разделяли себя по национальному признаку в недолгий период своего правления, своей совместной политической борьбы за те идеалы, в которые они искренне верили. Они и ужасную смерть приняли вместе, независимо от национальности. Борьба с историей, демонтаж памятников и мемориалов недопустимы в обществе, претендующем на то, чтобы быть частью цивилизованного мира.
Заявление Президиума Центрального Комитета Коммунистической партии Азербайджана:
Центральный Комитет Компартии Азербайджана выражает протест  против демонтажа мемориала 26 Бакинским комиссарам и осуждает участников этого акта. ЦК КП Азербайджана считает, что подобные действия подрывают международный авторитет Азербайджанского государства. Разрушение памятников Советского периода не может оцениваться иначе, как неуважение к прошлому и будущему азербайджанского народа. Такими действиями власти пытаются переписать историю, стереть советский социалистический период из памяти народа. С другой стороны, Баку на протяжении всей истории был интернациональным городом.  Братская могила 26 Бакинских комиссаров была наглядным доказательством этого. Сохранение этого памятника до сегодняшнего дня свидетельствовало о наличии в Азербайджане политического плюрализма, толерантности, высокой политической культуры и показывало основательное отличие азербайджанского народа от других народов мира. Кроме всего, этот мемориальный комплекс произведение искусства. Сегодня поведения тех, которые разрушают этот памятник, проявляют неуважение к его автору, тысячам людей, которые трудились над ним, одним словом, ко всему архитектурному искусству Азербайджана. Учитывая всё вышеперечисленное, вся республиканская общественность, в том числе, Союз архитекторов, Исторический институт, Комитет защиты авторских прав, учёные, писатели, поэты, композиторы и другие представители интеллигенции, должна выразить своё возражение против этого акта вандализма. Коммунистическая партия Азербайджана, возмущённая  демонтажем мемориала 26 Бакинским комиссарам, требует немедленного приостановления этого процесса. И ещё раз напоминает исполнителям этого акта, что они неуважительно относятся к истории государственности Азербайджана и несут перед народом большую ответственность.
Председатель КПА Рауф Гурбанов, комментируя вопрос перезахоронения останков 26 бакинских комиссаров, сказал, что:
Разрушать памятники советской эпохи — вандализм. Ведь деятельность 26 бакинских комиссаров оказала большое влияние на развитие Азербайджана. Для многих людей сквер имени 26 бакинских комиссаров - одно из излюбленных мест для отдыха. Естественно, сегодня идеология 26 бакинских комиссаров может быть неприемлема, но сохранить этот сквер необходимо, хотя бы ради уважения к своей истории и стране. Согласно мировой практике, акции носят характер популизма. В Эстонии, Латвии проходили подобные мероприятия, и как показывает практика, они не достигли своей цели. На мой взгляд, выступить в защиту памятников Советской эпохи должна интеллигенция и общество.
Гейдар Джемаль:
Для азербайджанского народа 26 бакинских комиссаров - это символ оккупации Азербайджана 11 армии Фолза, символ лишения Азербайджана независимости и последующих лет багировщины, высылок азербайджанского населения в 37 году в Казахстан и всего того, что привело Азербайджан к нынешней ситуации потери 25% национальной территории. Хотя отношение простых людей к опыту советской власти неоднозначно, тем не менее, 26 бакинских комиссаров не имели в своих рядах, кроме одного или двух человек, никого из азербайджанцев. То есть это был символ интернациональной оккупации Азербайджана в интересах проекта, который ничего хорошего в конечном счёте азербайджанскому народу не принес. Поэтому я поддерживаю этот демонтаж, я думаю, что он отвечает настроениям подавляющего большинства азербайджанцев.
Александр Проханов:
У Азербайджана практически за пределами советской истории нет своей истории. Реально история Азербайджана -  это история Советского Союза, где вместе с другими народами азербайджанцы брали Берлин, осваивали целину, участвовали во всех грандиозных свершениях советского времени, советского периода. Теперь вытачивая себя, выкраивая, вырезая из советской истории, они пытаются вместе с ней уничтожить все, что, так или иначе, связывает с этой историей. Этот памятник бакинским комиссарам - это героический, патетический пример истории молодого нарождающегося азербайджанского государства. Лишая себя этого памятника, они лишают себя этой истории, азербайджанцы страшно обедняют себя. Они приступили к мучительному фабрикованию свой собственной истории, строят караван-сараи, выстраивают мечети, ищут в своей генеалогии великих генералов, великих святых и пророков. Это все сложная и не очень благодарная работа.